# 赤碕駅
赤碕駅（あかさきえき）は、鳥取県東伯郡琴浦町大字赤碕字坂ノ前にある西日本旅客鉄道（JR西日本）山陰本線の駅である。

## 歴史
- 1903年（明治36年）8月28日：官設鉄道八橋駅（現・浦安駅） - 御来屋駅間延伸時に開設[1]。客貨取扱開始[1]。
- 1909年（明治42年）10月12日：線路名称制定、山陰本線所属となる。
- 1972年（昭和47年）12月10日：貨物取扱廃止[1]。
- 1986年（昭和61年）11月1日：荷物扱い廃止[1]。
- 1987年（昭和62年）4月1日：国鉄分割民営化に伴い、JR西日本の駅となる[1]。
- 2021年（令和3年）3月12日：きっぷうりば営業終了[2]。

## 駅構造
単式・島式ホーム複合型2面3線を有する地上駅。木造駅舎を備える。単式ホーム側に駅舎があり、両ホームは跨線橋で連絡している。
無人駅。自動券売機が備えられている。駅係員は朝の一部時間帯に駅業務を行う。2014年3月に北口と南口を結ぶ赤碕駅自由通路が完成、使用開始された。
2003年（平成15年）、鳥取県鉄道高速化事業に伴い、鳥取寄り分岐は一線スルー化工事が行われ、通過列車が1番線（単式側）を通過するようになった。現在は1番線が上下本線、2番線が下り副本線、3番線が上下副本線である。

### のりば
| のりば | 路線     | 方向 | 行先           | 備考                 |
| ------ | -------- | ---- | -------------- | -------------------- |
| 1      | 山陰本線 | 上り | 倉吉・鳥取方面 | 通常はこのホーム     |
| 1      | 山陰本線 | 下り | 米子・松江方面 | 通常はこのホーム     |
| 2      | 山陰本線 | 下り | 米子・松江方面 | 待避・行違い時       |
| 3      | 山陰本線 | 上り | 倉吉・鳥取方面 | 待避・通過列車行違い |
| 3      | 山陰本線 | 下り | 米子・松江方面 | 一部待避列車         |

- 2番線は下り専用となっている。

## 利用状況
| 1日乗降人員推移 | 1日乗降人員推移 |
| 年度            | 1日平均人数     |
| --------------- | --------------- |
| 2011年          | 664             |
| 2012年          | 609             |
| 2013年          | 629             |
| 2014年          | 610             |
| 2015年          | 686             |
| 2016年          | 630             |
| 2017年          | 646             |
| 2018年          | 642             |
| 2019年          | 640             |
| 2021年          | 520             |

## 駅周辺
- 琴浦町役場分庁舎
- 琴浦大山警察署
- 琴浦大山警察署赤碕駐在所
- 赤碕郵便局
- 赤碕駅前簡易郵便局
- 鳥取銀行赤碕出張所
- 米子信用金庫赤碕出張所
- JA鳥取中央赤碕支所
- 琴浦町立赤碕中学校
- 鳥取県立琴の浦高等特別支援学校
- 国道9号
- 鳥取県道30号赤碕大山線
- 鳥取県道289号船上山赤碕線
- 山陰自動車道琴浦船上山IC
- 東宝ストア赤碕店

## バス路線
駅前にバスのりばが存在する。
日ノ丸バス
- 赤碕線

琴浦町営バス
- 琴浦海岸線、船上山線、上中村線[注釈 2]

## 隣の駅
西日本旅客鉄道（JR西日本）
 山陰本線
■快速「とっとりライナー」（下り）
浦安駅 → 赤碕駅 → 伯耆大山駅
■快速「とっとりライナー」（上り）
浦安駅 ← 赤碕駅 ← 大山口駅
■普通
八橋駅 - 赤碕駅 - 中山口駅